# Sindelfingen
Sindelfingen (Swabia: Sendlfenga) là một thị trấn thuộc bang Baden-Württemberg, miền nam nước Đức. Nơi đây nằm gần Stuttgart tại đầu nguồn sông Schwippe (một nhánh của sông Würm).